# Velgosti
Velgosti (macedónul: Велгошти) település Észak-Macedóniában, a Délnyugati körzet Ohridi járásában.

## Népesség
| Lakosok száma | 1284 | 1401 | 1553 | 1677 | 2131 | 2382 | 2241 | 3060 | 3141 |
|               | 1948 | 1953 | 1961 | 1971 | 1981 | 1991 | 1994 | 2002 | 2021 |

2002-ben 3060 lakosa volt, akik közül 3035 macedón, 12 albán, 9 szerb és 4 egyéb.